# Битка за Британия
Битка за Британия (на английски: Battle of Britain) се нарича голяма военновъздушна кампания от Втората световна война. Наименованието е от тогавашния британски премиер Уинстън Чърчил.
Германското Луфтвафе се опитва да спечели въздушно превъзходство над британските Кралски военновъздушни сили. Води се на 2 етапа – първият се състои от въздушни налети цел Луфтвафе да овладее небето на Британските острови, а вторият представлява поредица от тежки стратегически бомбардировки над важни британски градове.

## Ход на военните действия
10 юли – 1 ноември 1940 г.
- 10 юли-12 август. Първоначални сблъсъци и атаки срещу британски морски конвои.
- 13 август-6 септември. Операция „Адлерангриф“ – атаки срещу британските изтребителни летища.
- 7 септември-1 октомври. Бомбардировки срещу Лондон.
- 1 октомври-1 ноември. Започват немски атаки от типа удряй и бягай, започване на нощния блиц.

По време на цялата битка Луфтвафе губят около 1880 самолета и 2660 авиатори. Британците губят 1020 самолета и 1510 летци.
Нощен блиц, 7 септември 1940 – 11 май 1941 г.
- 24 – 25 август 1940 г. Първа германска бомбардировка над Централен Лондон.
- 7 септември – 12 ноември 1940 г. Извършват се 58 големи атаки над Лондон.
- 14 – 15 ноември 1940 г. Бомбардировката на Ковънтри. 449 немски бомбардировача унищожават една трета от сградите.
- 19 ноември 1940 г. Бомбардировка над Бирмингам.
- 23 ноември 1940 г. Бомбардировка над Саутхамптън.
- 24 ноември 1940 г. Бомбардировка над Бристол.
- 12 декември 1940 г. Бомбардировка над Шефилд.
- 20 декември 1940 г. Бомбардировка над Ливърпул.
- 29 декември 1940 г. Тежка бомбардировка със запалителни бомби срещу Лондон.
- 13 януари 1941 г. Тежка бомбардировка срещу Плимут.
- 13 – 14 март 1941 г. Тежка бомбардировка срещу Клидбанк.
- 8 април 1941 г. Нова тежка бомбадировка срещу Ковънтри.
- 17 – 19 април 1941 г. Подновени са атаките срещу Лондон. Пет бомбардировки почти унищожават Плимут.
- 1 май 1941 г. Започват осемдневни непрекъснати бомбардировки срещу Ливърпул. Градът е тежко засегнат, а в неговото пристанище са потопени 33 кораба.
- 3 май 1941 г. Голяма бомбардировка срещу Белфаст.
- 7 май 1941 г. Голяма бомбардировка срещу Хъл.
- 10 – 11 май 1941 г. Последната и най-тежка бомбардировка срещу Лондон – една трета от улиците в централната част са непроходими поради отломките от срутилите се сгради.